# 築野食品工業
築野食品工業株式会社（つのしょくひんこうぎょう）は、和歌山県伊都郡に本社を置く、こめ油を中心とする食品・原料メーカーである。

## 概要
米ぬかの高度有効利用を推し進め、3つの事業を展開。創業者の築野政次は、戦後「食糧の安定供給が図れる事業で社会に貢献したい」との想いから、1947年2月に農林省指定の精麦工場を創立。その後、麦の消費減退に伴い、事業の多角化として米ぬかを原料とする製油業に進出。
1972年（昭和47年）、米ぬかの高度利用を目的として築野ライスファインケミカルズ株式会社を設立し、医薬品原料の製造に着手。現在、「こめ油製造事業」、「ファインケミカル事業」、「オレオケミカル事業」を3つの柱として付加価値商品のものづくりに取り組んでいる。

### 事業内容
- 米ぬか高度有効利用の企画、研究開発
- こめ油の製造、販売、研究開発
- 米ぬかを原料とした医薬品原料、化粧品原料、食品添加物の製造、販売、研究開発
- 工業油脂（脂肪酸、脂肪酸エステル、ポリアミド樹脂、ダイマー酸及びダイマー酸誘導体）の製造、販売、研究開発
- 廃食油リサイクル
- 食品･飼料添加物の製造、販売、研究開発

### 製品
- 食用油 - こめ油、こめ胚芽油、山椒香味油ほか
- 麦製品 - 白麦、米粒麦
- グルテンフリーシリーズ「come×come（コメトコメ）」
- 米ぬか化粧品「inaho（イナホ）」
- サプリメント - イノシトール
- 米ぬか加工原料 - γ-オリザノール、フェルラ酸、ライステロールエステルほか
- オレオケミカル製品 - 脂肪酸 ダイマー酸ほか
- 肥料飼料 - 脱脂米ぬか、脂肪酸カルシウムほか

### ヌカチューファミリー
築野グループゆるキャラ、ヌカチューファミリー。大切なお米が育つように家族みんなで水田を見守る妖精。2010年10月23日、24日彦根で行われた「ゆるキャラまつりin彦根 2010」に出場。
- ヌカばぁ 62歳。米ヌカのことにとっても詳しいおばあさん。家族みんなの心の支え。
- ヌカじぃ 65歳。いつもニコニコ笑っているおじいさん。趣味は孫の写真を撮ること。
- ヌカパパ 32歳。メガネがおしゃれなお父さん。ヌカママのことが大好きな愛妻家な一面も。趣味はスポーツ観戦。
- ヌカママ 30歳。エプロンが似合うお母さん。美味しいお米料理を家族に振る舞う。
- ヌカチュー 8歳の男の子。運動神経抜群だが、時々おっちょこちょい。
- ヌカピー 3歳の女の子。野原で見つけた、四つ葉のクローバーが宝物。

## 営業所
- 本社 和歌山県伊都郡かつらぎ町新田94
- 東京営業所 東京都中央区日本橋本町4-8-17 KN日本橋ビル401
- 姫路営業所 兵庫県姫路市大津区堪兵衛町1-125
- 広島支店 広島県三原市本郷南7丁目19番12号
- ホーチミン駐在員事務所（ベトナム） 2A/5 Nguyen Thi Minh Khai street, Da Kao Ward, District 1, Ho Chi Minh City, Vietnam

## グループ会社
- 築野グループ株式会社
- 築野ライスファインケミカルズ株式会社
- 築野運輸株式会社

## 工場
- 本社 - 和歌山県伊都郡かつらぎ町新田94
- 宝塚工場 - 兵庫県宝塚市末成町38-3
- 大阪工場 - 大阪府堺市美原区今井370
- ヤシロ工場 - 兵庫県加東市西古瀬1029
- 関東工場 - 埼玉県本庄市児玉町秋山2166-6

## 沿革
- 1947年2月、農林省指定精麦工場を目的として創業
- 1949年2月、株式会社に改組。初代社長に築野政次が就任
- 1960年3月、米糠を原料とする製油業を創業
- 1962年6月、兵庫県宝塚市に米糠原油抽出工場を建設
- 1967年12月、姫路市に集荷基地を設け米糠の集荷網を拡張
- 1968年9月、大阪府堺市に米糠原油抽出工場を新設
- 1970年10月、一般区域貨物自動車運送事業を目的として築野運輸株式会社を設立
- 1972年11月、米油工業の高度開発事業の一環として医薬品の製造に着手 築野ライスファインケミカルズ株式会社を設立し、イノシトール製造開始
- 1976年12月、厚生省より医薬品製造業許可取得
- 1977年9月、中国地区製油工場の旭油脂、今井製油、大和油脂、3社合併、協業化により広島製油工業株式会社を設立
- 1980年10月、γ－オリザノール製造設備完成
- 1984年12月、フィチン酸及びその塩類の製造設備完成
- 1987年6月、食品添加物製造許可取得
- 1998年6月、創立50周年を記念して国立京都国際会館において「米及び米糠の成分による疾病予防」に関する第一回国際シンポジウム開催、事務局として参加
- 1998年7月、品質システム登録 登録番号：JSAQ306 適用規格：JIS9901-1994,ISO9001：1994（1998.7.6登録）（築野食品工業（株）、築野ライスファインケミカルズ（株）、築野運輸（株）、本社工場、宝塚工場、大阪工場）
- 2000年7月、外資系化学会社のヤシロ工場を取得。弊社脂肪酸の誘導体生産工場として操業開始。
- 2001年2月、築野政次 築野食品工業（株）代表取締役会長に就任 築野富美 築野食品工業（株）代表取締役社長に就任
- 2001年7月、環境マネジメントシステム登録 登録番号：JSAE391 適用規格：JIS Q 14001：1996,ISO 14001：1996 2001.7.30登録（築野食品工業（株）、築野ライスファインケミカルズ（株）、築野運輸（株）、本社工場、宝塚工場、大阪工場、ヤシロ工場）
- 2003年7月、東京営業所開設
- 2006年4月、埼玉県本庄市に関東工場完成
- 2008年10月、第2回 国際シンポジウム「コメと疾病予防」が県民文化会館にて開催（10/25～27）され、シンポジウムと併設して10/25・26に市民公開講座開催
- 2010年11月、株式会社築政組を設立
- 2012年11月、食品安全マネジメントシステム登録 登録番号：JSAF026 適用規格：FSSC22000：2011,ISO22000：2005,ISO/TS22002-1（2012.11.26登録、築野ライスファインケミカルズ（株）本社及び本社工場）
- 2015年4月、株式会社築政組は築野開発株式会社に社名変更
- 2018年11月、第3回国際シンポジウム「コメとグローバルヘルス～コメとコメ糠の科学とファイトケミカルス～」が国立京都国際会館で開催され、事務局として参加。
- 2021年2月、組織をホールディングス化、築野グループ株式会社を設立。 築野食品工業株式会社・築野ライスファインケミカルズ株式会社・築野運輸株式会社を子会社化

## 表彰
- 1998年4月、社長築野政次が勲四等瑞宝章を受章
- 2003年、7月ら井上春成賞 受賞
- 2006年、2月、農林水産省農村振興局長賞を受賞
- 2007年6月、明日の日本を支える元気なモノ作り中小企業300社 受賞
- 2008年12月、経済産業大臣から会長築野政次へ感謝状授与
- 2010年3月、築野卓夫が飯島食品科学賞を受賞
- 2012年11月、「こめ油」と「こめ胚芽油」においてフード・アクション・ニッポン アワード2012 商品部門優秀賞 受賞
- 2013年12月、「山椒香味油」においてフード・アクション・ニッポン アワード2013 商品部門優秀賞 受賞
- 2015年3月、一般財団法人食品産業センターより 山椒香味油が「平成26年度優良ふるさと食品中央コンクール」の新製品開発部門 ならびに築野食品工業株式会社が「第36回食品産業優良企業等表彰事業」 の農林水産大臣賞をダブル受賞
- 2015年6月、平成26年度和歌山県発明考案表彰にて 築野食品工業株式会社が発明賞 表彰
- 2019年2月、平成30年度輸出に取り組む優良事業者表彰にて農林水産大臣賞受賞
- 2019年12月、第53回（2019年度）グッドカンパニー大賞にて特別賞受賞
- 2020年9月、「イナホ ディープモイスチャークレンジングオイル」において第6回 ジャパンメイド・ビューティ アワード審査員賞 受賞
- 2020年11月、築野富美が黄綬褒章を受賞

## 番組提供
いづれも和歌山放送
- ボックス・第1・3木曜日「小田直子のまんま、わかやま!!」（料理コーナー）
- 経済ジャーナル（日曜日）